# Étienne Sansonetti
Étienne Sansonetti (* 5. Dezember 1935 in Marseille; † 31. Mai 2018) war ein französischer Fußballspieler, der noch als 40-Jähriger im professionellen Bereich aktiv war.

## Spielerkarriere
Étienne Sansonetti, Sohn korsischer Eltern, begann in jungen Jahren bei dem Vorortklub US Endoume Marseille mit dem Vereinsfußball. 1954 wechselte er zu Olympique Marseille, wurde dort aber in den folgenden vier Jahren nur in der zweiten Mannschaft berücksichtigt. Für die Erstligaelf bestritt der Stürmer erst 1958/59 eine Handvoll Punktspiele; diese Saison endete für Marseille allerdings mit dem Abstieg in die zweite Division. Sansonetti entwickelte sich dort anschließend zum Stammspieler sowie zu Olympiques erfolgreichstem Torjäger und kehrte 1962 mit OM in die höchste Spielklasse zurück; als die Mannschaft zehn Monate später erneut abstieg, holte ihn die US Valenciennes-Anzin nach Nordfrankreich, gab ihn jedoch nach 18 Monaten, in denen er mit dieser Elf sogar um die Meisterschaft mitspielte, an den Ligakonkurrenten SCO Angers ab. Sansonetti hatte zwar seit seinem Profidebüt insgesamt 50 Tore für seine Vereine erzielt, war mit Valenciennes auch im Pokalwettbewerb um die Coupe de France 1964 ins Halbfinale vorgedrungen, doch Angers verkaufte ihn schon nach einem halben Jahr weiter.
Beim Zweitdivisionär SEC Bastia entwickelte er endlich die erforderliche Leistungskonstanz und trug mit insgesamt 35 Toren dazu bei, dass die Korsen – wenn auch letztlich noch erfolglos – in zwei Spielzeiten ernsthafte Anwärter auf den Aufstieg waren. In der Saison 1966/67 wurde er sogar Torschützenkönig der zweiten Liga. Daraufhin holte der an Bastias Stelle aufgestiegene AC Ajaccio Étienne Sansonetti 1967 in den Süden der Insel, und nach Abschluss der Erstligasaison 1967/68 konnte der Stürmer sogar die Auszeichnung als bester Torschütze der Division 1 in Empfang nehmen. Mit seinen 26 Treffern hatte er zahlreiche namhaftere Konkurrenten um diese Trophäe hinter sich gelassen, die zudem – wie Revelli und Keïta bei Meister Saint-Étienne, Di Nallo und Guy bei Lyon, „Joseph“ bei Marseille, Couécou bei Bordeaux oder Loubet bei Vizemeister Nizza – in deutlich stärkeren Mannschaften spielten.
Diese Trefferzahl konnte Sansonetti anschließend nie mehr erreichen, weder in der zweiten Liga, in der er 1969/70 den Dress der AS Monaco trug, noch in der ersten, in der er danach zwei Jahre lang wieder für AC Ajaccio spielte. 1972 wechselte er innerhalb Ajaccios zum unterklassigen GFCA, und 1975 kehrte der inzwischen 39-Jährige mit dieser Mannschaft sogar noch für eine letzte Saison in den Profifußball zurück, die er mit „Gazélec“ auf einem achtbaren Mittelfeldplatz in der Division 2 abschloss.
Nach insgesamt 219 Punktspielen mit 84 Treffern in der ersten sowie 146 Auftritten und 65 Toren in der zweiten Division beendete er 1977 seine lange Spielerkarriere.

### Vereinstationen
- bis 1954: US Endoume Marseille (als Jugendlicher)
- 1954–1958: Olympique Marseille B
- 1958–1963: Olympique Marseille (1959–1962 in D2)
- 1963–Dez.1964: US Valenciennes-Anzin
- Jan.–Jun. 1965: SCO Angers
- 1965–1967: SEC Bastia (in D2)
- 1967–1969: AC Ajaccio
- 1969/70: AS Monaco (in D2)
- 1970–1972: AC Ajaccio
- 1972–1976: Gazélec FC Ajaccio (unterklassig, nur 1975/76 in D2)

## Palmarès
- Torschützenkönig der D1: 1967/68